# Devin Haney
Devin Miles Haney est un boxeur américain né le 17 novembre 1998 à San Francisco, Californie.

## Carrière
Passé professionnel en 2015, il devient champion du monde des poids légers WBC  par intérim le 13 septembre 2019 en battant Zaur Abdullaev. Le 23 octobre suivant, la fédération élève Lomachenko au statut de champion de la franchise ce qui lui permet de remettre la ceinture en jeu. Haney devient alors champion à part entière puis conserve son titre face à Alfredo Santiago le 9 novembre 2019 ; Yuriorkis Gamboa le 7 novembre 2020 et Jorge Linares le 29 mai 2021. 
Il conserve son invincibilité le 4 décembre 2021 en battant aux points Joseph Diaz. Il devient ensuite champion unifié de la catégorie le 4 juin 2022 après sa victoire face à George Kambosos Jr., champion WBA, WBO et IBF. Haney s'impose ensuite aux points sur décision unanime face à Vasyl Lomachenko le 20 mai 2023 puis il décide de laisser ses titres vacants pour affronter le champion WBC des poids super-légers WBC, Regis Prograis. Le combat est organisé le 9 décembre 2023 et voit la victoire aux points de Haney qui remporte ainsi une ceinture mondiale dans une seconde catégorie de poids.
Devin Haney affronte Ryan Garcia le 20 avril 2024. Le combat se soldera par un verdict sans décision alors que dans un premier temps il est donné perdant aux points après avoir été compté par l'arbitre à 3 occasions dans les 7e, 10e et 11e round. Ce changement est dû au contrôle antidopage positif de Garcia à l'Ostarine. Le 24 juin 2024, d'un comme un accord avec la WBC, Haney est déclaré champion au repos, laissant de facto son titre vacant.

## Palmarès

### Professionnel
| 32 combats          | 31 victoires | 0 défaites |
| Avant la limite     | 15           | 0          |
| Sur décision        | 16           | 0          |
| Match sans décision | 1            | 1          |

| Décision possible : KO • TKO (KO technique) • UD (décision aux points unanime) • MD (décision aux points majoritaire) • SD (décision aux points partagée) • D (match nul) • NC (sans décision) • RTD (abandon) |        |                            |      |        |                   |                                       | |
| Résultat | Record | Adversaire                 | Type | Round  | Date              | Lieu                                  | Notes |
| Sans décision | 31-0-1 | Ryan García                |      | 12     | 20 avril 2024     | MGM Grand, Las Vegas, Nevada          | Titre WBC des poids super-légers non mis en jeu pour non respect de la pesée et dopage de Garcia. Victoire de Garcia aux points annulée à la suite de sa suspension par la commission de boxe de New-York. |
| Victoire | 31-0   | Regis Prograis             | UD   | 12     | 9 décembre 2023   | Chase Center, San Francisco           | Remporte le titre WBC des poids super-légers. |
| Victoire | 30-0   | Vasyl Lomachenko           | UD   | 12     | 20 mai 2023       | MGM Grand, Las Vegas                  | Conserve les titres WBA, WBC, IBF et WBO des poids légers. |
| Victoire | 29-0   | George Kambosos Jr.        | UD   | 12     | 16 octobre 2022   | Rod Laver Arena, Melbourne            | Conserve les titres WBA, WBC, IBF et WBO des poids légers. |
| Victoire | 28-0   | George Kambosos Jr.        | UD   | 12     | 5 juin 2022       | Marvel Stadium, Melbourne             | Conserve le titre WBC et remporte les titres WBA, IBF, WBO The Ring des poids légers. |
| Victoire | 27-0   | Joseph Diaz                | UD   | 12     | 4 décembre 2021   | MGM Grand, Las Vegas                  | Conserve le titre WBC des poids légers. |
| Victoire | 26-0   | Jorge Linares              | UD   | 12     | 29 mai 2021       | Mandalay Bay Events Center, Las Vegas | Conserve le titre WBC des poids légers. |
| Victoire | 25-0   | Yuriorkis Gamboa           | UD   | 12     | 7 novembre 2020   | Hard Rock Live, Hollywood             | Conserve le titre WBC des poids légers. |
| Victoire | 24-0   | Alfredo Santiago           | UD   | 12     | 9 novembre 2019   | Staples Center, Los Angeles           | Conserve le titre WBC des poids légers. |
| Victoire | 23-0   | Zaur Abdullaev             | RTD  | 4 (12) | 13 septembre 2019 | Hulu Theater, New York                | Remporte le titre WBC par intérim des poids légers. |
| Victoire | 22-0   | Antonio Moran              | UD   | 7 (12) | 25 mai 2019       | Oxon Hill                             | Conserve les titres WBC International et WBO Inter-Continental et remporte le titre WBA International des poids légers.                                                                                    |
| Victoire | 21-0   | Xolisani Ndongeni          | UD   | 10     | 11 janvier 2019   | Shreveport                            | Remporte les titres WBC International et WBO Inter-Continental des poids légers. |
| Victoire | 20-0   | Juan Carlos Burgos         | UD   | 10     | 28 septembre 2018 | Temecula                              | |
| Victoire | 19-0   | Mason Menard               | RTD  | 9 (10) | 11 mai 2018       | Philadelphie                          | |
| Victoire | 18-0   | Hamza Sempewo              | TKO  | 5 (6)  | 4 novembre 2017   | Atlanta                               | |
| Victoire | 17-0   | Mario Enrique Tinoco       | UD   | 8      | 22 septembre 2017 | Philadelphie                          | |
| Victoire | 16-0   | Miguel Angel Perez Aispuro | KO   | 5 (8)  | 24 juin 2017      | Rancho Mirage                         | |
| Victoire | 15-0   | Hector Garcia Montes       | UD   | 8      | 15 avril 2017     | Tijuana                               | |
| Victoire | 14-0   | Maximino Toala             | KO   | 4 (10) | 4 mars 2017       | Tijuana                               | |
| Victoire | 13-0   | Daniel Armando Valenzuela  | KO   | 2 (8)  | 28 janvier 2017   | Tijuana                               | |
| Victoire | 12-0   | Odilon Rivera Meza         | TKO  | 1 (8)  | 1er décembre 2016 | Tijuana                               | |
| Victoire | 11-0   | Carlos Antonio Avila       | TKO  | 5 (6)  | 21 octobre 2016   | Tijuana                               | |
| Victoire | 10-0   | Mike Fowler                | TKO  | 5 (6)  | 15 septembre 2016 | Philadelphie                          | |
| Victoire | 9-0    | Carlos Castillo            | UD   | 6      | 27 août 2016      | Washington                            | |
| Victoire | 8-0    | Javier Meraz               | TKO  | 2 (6)  | 12 août 2016      | Tijuana                               | |
| Victoire | 7-0    | Clay Burns                 | UD   | 6      | 25 juin 2016      | Baton Rouge                           | |
| Victoire | 6-0    | Jairo Vargas               | TKO  | 4 (6)  | 21 mai 2016       | Las Vegas                             | |
| Victoire | 5-0    | Rafael Vazquez             | UD   | 4      | 9 avril 2016      | MGM Grand Garden Arena, Las Vegas     | |
| Victoire | 4-0    | Roman Melendez Hernandez   | TKO  | 1 (6)  | 19 mars 2016      | Tijuana                               | |
| Victoire | 3-0    | Jorge Sillas Amor          | UD   | 6 (6)  | 20 février 2016   | Tijuana                               | |
| Victoire | 2-0    | Jose Iniguez               | TKO  | 1 (4)  | 18 décembre 2015  | Tijuana                               | |
| Victoire | 1-0    | Gonzalo Lopez Rodriguez    | TKO  | 1 (4)  | 11 décembre 2015  | Tijuana                               | |